# J. S. Fries Sohn
Die Firma J. S. Fries Sohn war ein weltweit tätiges Maschinenbau-Unternehmen in Frankfurt am Main und zuletzt im Stadtteil Seckbach angesiedelt.

## Gründung
Am 20. Mai 1748 gründete Johann Simon Fries eine Zinngießerei als in der Kannengießergasse 6 am Frankfurter Dom ansässiges Familienunternehmen, das Zinngeschirr fertigte.

## 1800 bis 1900
1807 erhielt die Firma die Genehmigung zur Errichtung einer Lackierfabrik von Blechwaren und Papiermaché und wechselte nach einer Zwischenstation in der Neuen Kräme nach Sachsenhausen. Anlässlich der Erweiterung um eine Eisengießerei und Maschinenfabrik im Jahr 1834 in der Schulstraße 13 erfolgte auch der Eintrag ins Firmenregister als J. S. Fries Sohn. Eigentümer war nun der Sohn von Johann Simon Fries, Heinrich Remigius Fries. Die Fabrik spezialisierte sich auf die Produktion von „Portativmaschinen“ (Lokomobile = Lokomotiven) sowie von Transmissionen und Hebezeugen. Sie übernahm ab 1840 Aufträge für die Herstellung von Kandelabern für die Gasbeleuchtung in den Straßen.
1843 nutzte J. S. Fries Sohn als erstes Frankfurter Unternehmen eine Dampfmaschine, die im Unternehmen auf Veranlassung von Heinrich Remigius Fries mit einer Leistung von 50 PS selbst gefertigt wurde. In den 1850er-Jahren wurden Dampfkessel und -maschinen sowie Transmissionen hergestellt. 1857 beschäftigte die Firma bereits 200 Mitarbeiter.
Ab 1890 entwickelte sich die Firma mit der Fertigung und dem europaweiten Export innovativer Dampfspritzen und pneumatischer Leitern zum führenden Unternehmen der Feuerwehrgerätetechnik. Zwischen 1890 und 1900 wuchsen die Beschäftigungszahlen von 450 auf 600 an. Es wurden Walzwerke, Kalander, Pressen, Mischtrommeln, Spezialmaschinen und Hochdruckpumpen gefertigt.
Besondere Bekanntheit erlangte das Unternehmen in Frankfurt durch den Bau des Eisernen Stegs über den Main (1867–1869). Die von J. S. Fries Sohn ausgeführte verglaste Eisenkonstruktion der dreischiffigen basilikalen Kleinmarkthalle in der Hasengasse (1879) wurde zum Vorbild für ähnliche Hallen, zum Beispiel in Dresden und Leipzig.

## 1900 bis 1933
J. S. Fries Sohn erwarb 1908 ein 36.000 Quadratmeter großes Areal in der Seckbacher Niederung, im Unterfeld. Im Juni 1909 war dort erster Spatenstich, am 26. Juni 1910 Produktionsbeginn in der neuen Fabrikanlage, die aus drei Fertigungshallen, einer Lagerhalle und einem Verwaltungsgebäude bestand. Als erstes Unternehmen überhaupt zog die Firma in das von Oberbürgermeister Franz Adickes neu ausgewiesene Seckbacher Industriegebiet um, wo es ab 1913 direkt an die Frankfurter Hafenbahn zum Ostbahnhof und Osthafen angeschlossen ist.

## 1933 bis 1945

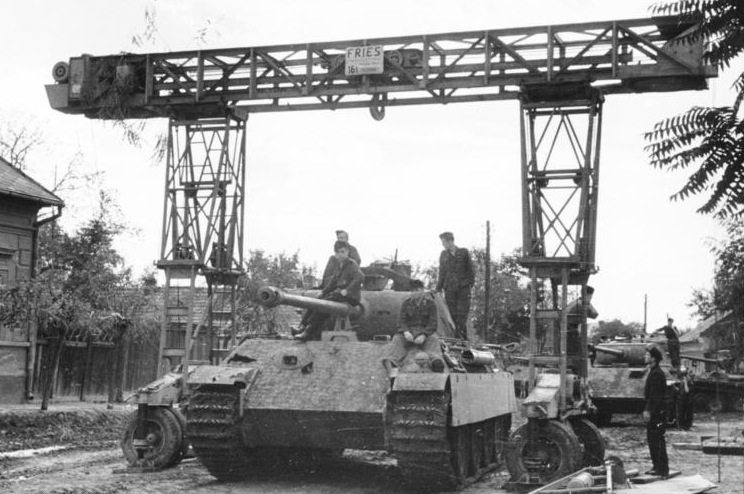
Strabokran von J. S. Fries Sohn

Im „Dritten Reich“ produzierte das Unternehmen am Osthafen Panzer und U-Boote. Bekannt wurde das Unternehmen auch für die Produktion des Strabokrans, eines transportablen Straßenbockkrans, der im Zweiten Weltkrieg hauptsächlich für die Panzerinstandsetzung an der Front verwendet wurde.
Während des Zweiten Weltkrieges wurden auch Zwangsarbeiter beschäftigt. Auf dem Betriebsgelände in der Friesstraße 5–7 waren nach einer 1946 veranlassten Meldung des zuständigen 6. Polizei-Reviers an die Nothilfe- und Wiederaufbauverwaltung der Vereinten Nationen (UNRRA) im Zeitraum von 1943 bis 1945 Belgier, Franzosen, Litauer, Niederländer, Russen und Ukrainer unbekannter Anzahl einquartiert. Diese Daten sind jedoch unvollständig, da ein Teil entweder durch Kriegseinwirkung oder bewusst  durch Nazi-Dienststellen vernichtet wurde.

## 1946 bis 1974

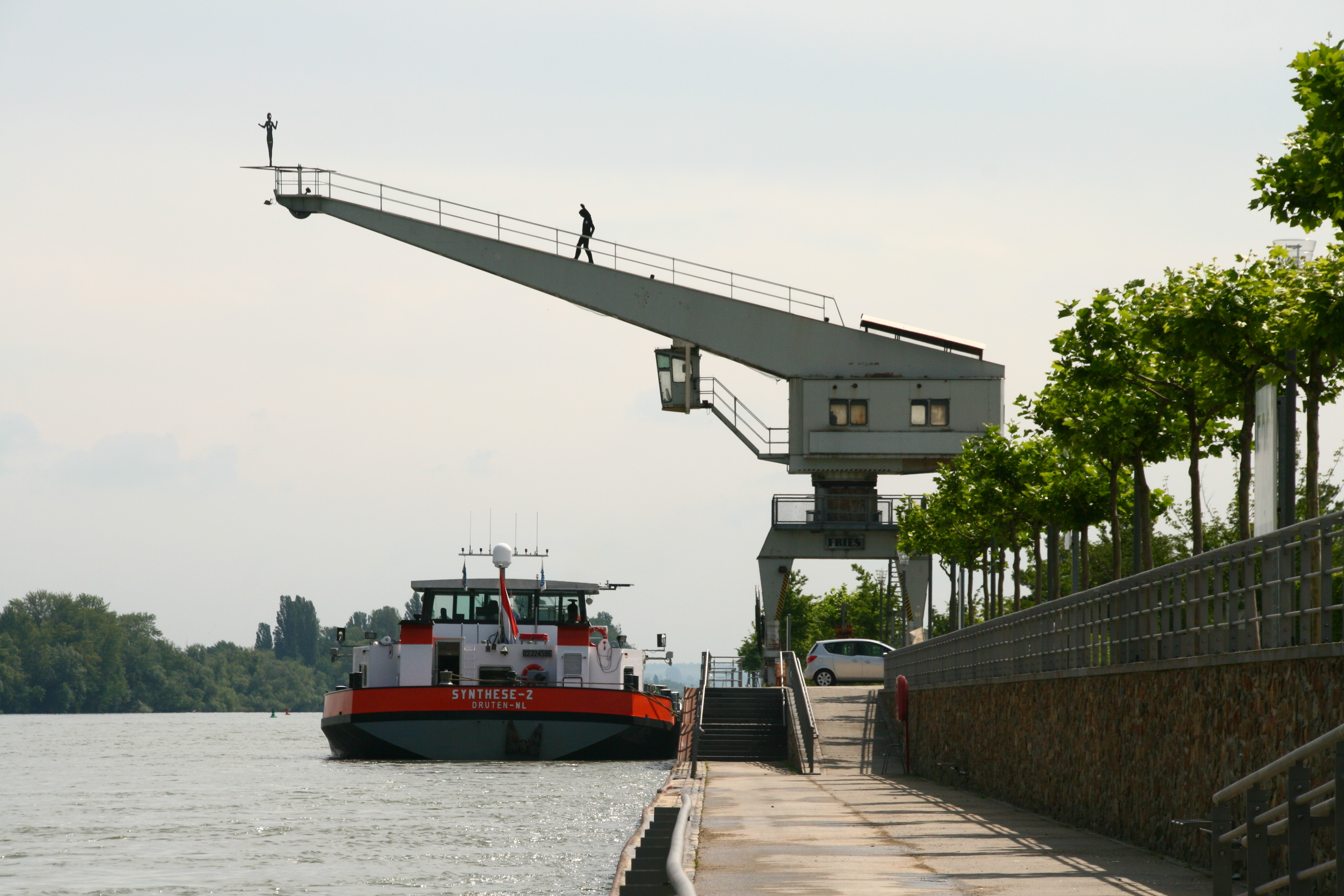
Fries-Laufkran von 1964 für die Firma Raab Karcher in Bingen am Rhein. Heute Industriedenkmal.

In der Nachkriegszeit engagierte sich das Unternehmen schon im besonders kalten Winter 1945/46 beim komplizierten Wiederaufbau des Eisernen Stegs, später auch bei der Alten Brücke, der Flößer-Behelfsbrücke, beim Abbruch der Wilhelmsbrücke und dem anschließenden Neubau der Friedensbrücke an gleicher Stelle sowie beim Wiederaufbau der Dachstühle von Leonhardskirche, Alter Nikolaikirche, Paulskirche, Goethe-Haus, Naturmuseum Senckenberg und Römer. Am Sender Heiligenstock in Seckbach wurde ein neuer 123 Meter hoher Rundfunk-Sendemast errichtet, im Kaiserdom die größte Glocke Gloriosa nach Rückführung aus dem Hamburger Glockenfriedhof wieder aufgehängt. 1950 wurde die Kaimauer des Frankfurter Westhafens mit elektrischen Wippkranen ausgestattet, die J. S. Fries Sohn entwickelt hatten.
Das Unternehmen arbeitete auch bundesweit und schließlich international. 1973/74 wurde das Unternehmen liquidiert. Im Seckbacher Industriegebiet ist die Friesstraße nach dem Gründer Johann Simon Fries benannt.